# 发冠卷尾
发冠卷尾为卷尾科卷尾属的鸟类，俗名黑铁练甲、山黎鸡、大鱼尾燕。此种鸟类由瑞典博物学家卡尔·林奈命名，目前有11个亚种。该鸟通体黑色，尾部长而分叉，末端弯曲。发冠卷尾栖息于东亚、东南亚和南亚的森林中，以昆虫与花蜜为食。其多筑巢于大树的高杈上，在育雏成功后会拆毁鸟巢。目前发冠卷尾种群状况良好。

## 外貌描述

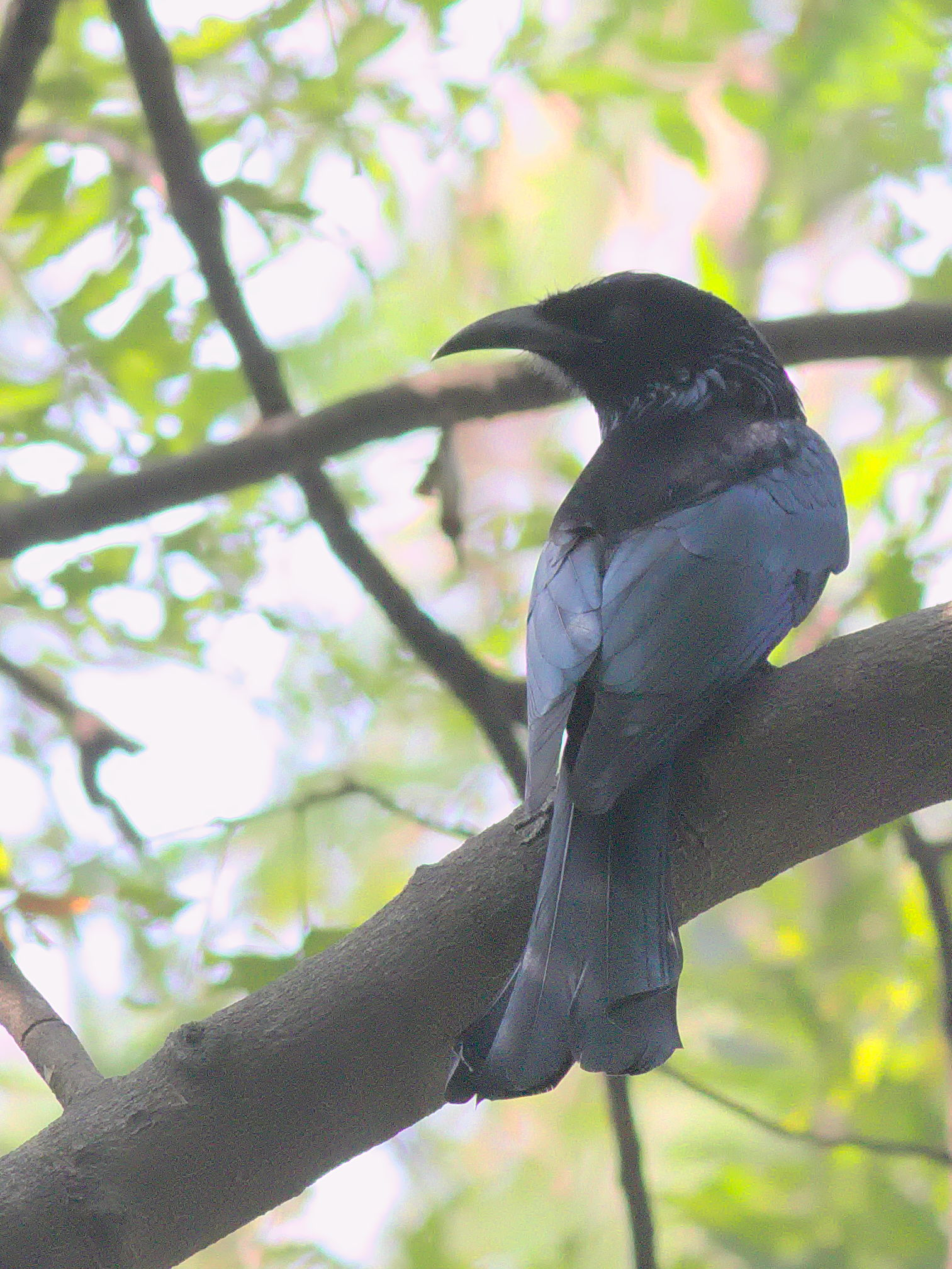
发冠卷尾，摄于印度勒克瑙；注意其琴状的尾部及身体的光泽

与其他卷尾相比，发冠卷尾体型中等，体长32厘米左右。其全身为黑色，
有天鹅绒光泽，羽毛中有虹彩色的闪烁斑点，羽冠纤细如丝。该鸟尾部长而分叉，末端形状圆钝而上翘，成里拉琴状。发冠卷尾指名亚种的虹膜为红色，足为黑色。

## 物种命名
发冠卷尾由瑞典博物学家卡尔·林奈于1766年在他的著作《自然系统》中根据法国博物学家马蒂兰·雅克·布里松采集的正模标本正式描述。其属名“Dicurus”为古希腊语词汇和组合而来，前者意为“分叉”，后者则意为“尾”。然而，林奈在描述时将发冠卷尾的模式产地误作为好望角，并因此给予其种加词“hottentottus”，指的是南非与纳米比亚一带的游牧民族科伊科伊人。由于彼时欧洲人认为此民族发音能力不足，故以其为名可能暗指发冠卷尾发音能力亦有欠缺。然而，该鸟的模式产地实际上位于今印度西孟加拉邦的金德讷格尔 。

## 亚种

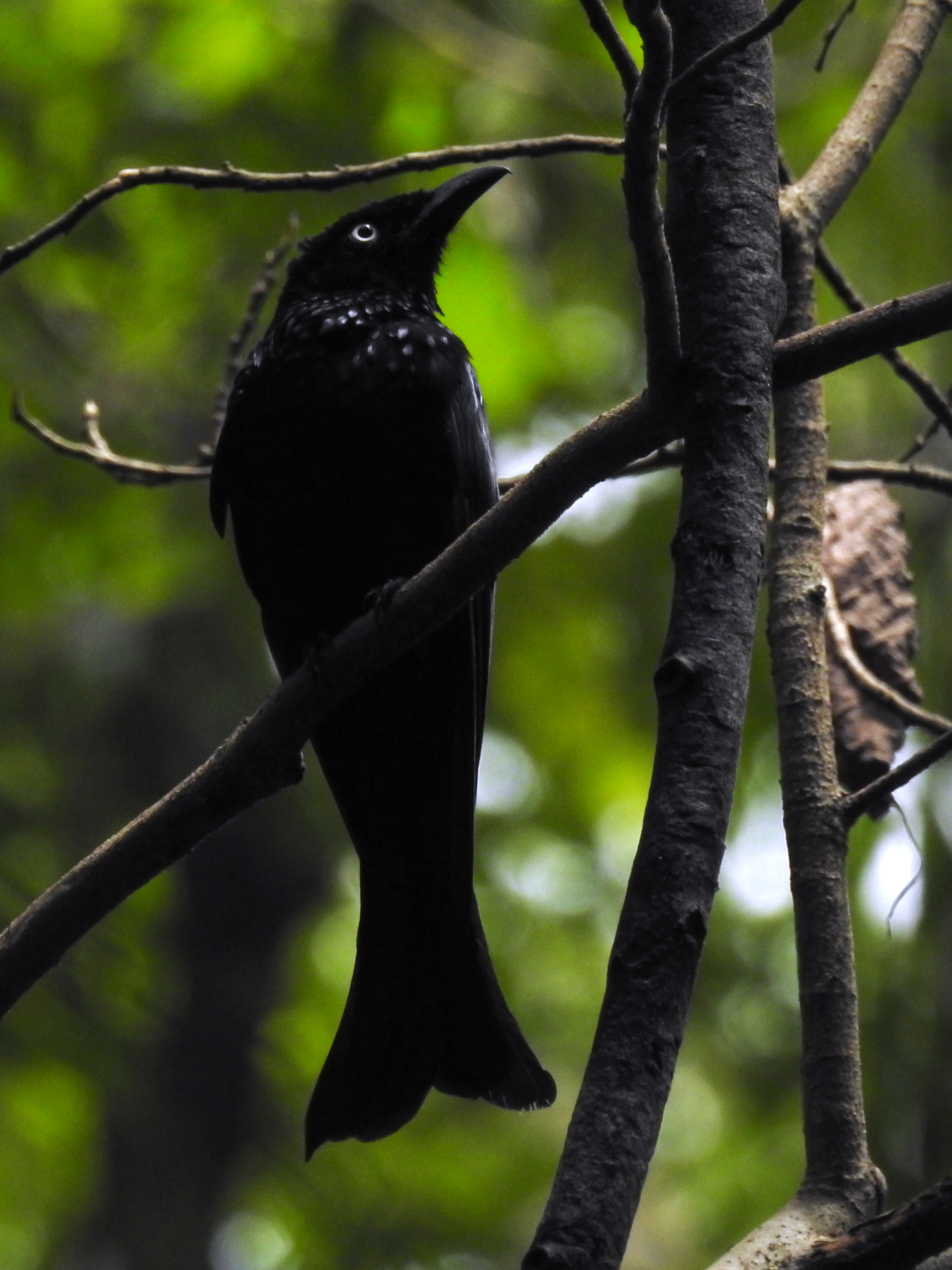
发冠卷尾的苏拉威西亚种，摄于印尼淡可可自然保护区；注意其乳白色而非红色的瞳孔

目前AviBase认为发冠卷尾有以下11个亚种：
- 指名亚种（Dicrurus hottentottus hottentottus）分布于南亚次大陆、缅甸大部、泰国北部、越南南部、柬埔寨以及中国的西藏和华南地区；
- 普通亚种（Dicrurus hottentottus brevirostris）为候鸟，繁殖地为越南、柬埔寨、缅甸和老挝四国北部以及华中与华东地区，越冬地则位于泰国以及下缅甸。与指名亚种相比，该亚种喙部较短，羽毛光泽偏墨绿色，尾部分叉略浅；
- 明打威亚种（Dicrurus hottentottus viridinitens）分布于明打威群岛；与指名亚种相比该亚种尾更长，有明显的绿色光泽；
- 婆罗洲亚种（Dicrurus hottentottus borneensis）分布于婆罗洲，相比指名亚种其有蓝紫色光泽，喙更为短粗；
- D. h. faberi仅分布于雅加达外海的巴娜依丹岛（英语：Panaitan）及其他周边小岛，相较指名亚种颜色更深，虹膜为乳白色而非红色；
- 爪哇亚种（Dicrurus hottentottus jentincki）分布于爪哇岛、巴厘岛及其他周边小岛，外貌近似D. h. faberi，但尾更长且羽毛颜色更偏绿，虹膜为乳白色；
- 苏拉威西亚种（Dicrurus hottentottus leucops）分布于苏拉威西岛及其东北、东南和南方水域的诸群岛。与知名亚种相比其喙更加短而粗，弯曲更不明显，虹膜为乳白色；
- 邦盖亚种（Dicrurus hottentottus banggaiensis）分布于邦盖群岛，瞳孔为褐色，整体色泽偏蓝；
- 奥比亚种（Dicrurus hottentottus guillemardi）分布于奥比群岛，有长而宽的颈羽（英语：Hackles），瞳孔为褐色；
- 苏拉亚种（Dicrurus hottentottus pectoralis）分布于苏拉群岛，外貌与奥比亚种非常相似，但翅膀有金属绿色光芒且瞳孔为红色；
- 苏禄亚种（Dicrurus hottentottus suluensis）分布于苏禄群岛，外貌与苏拉亚种非常相似，但尾部分叉更深。

此外，短尾卷尾、巴拉望卷尾、华莱士卷尾、塔岛卷尾等物种均曾是发冠卷尾的亚种，后因基因关系疏远或形态差异明显而拆分为独立物种。
此外，世界鸟类学家联合会认为爪哇岛附近千岛群岛的发冠卷尾应成独立亚种Dicrurus hottentottus termeuleni，而苏门答腊卷尾应是发冠卷尾的亚种D. h. viridinitens。而鸟类系统分类学信托则认为邦盖亚种应该与苏拉威西亚种合并。

## 物种分布
发冠卷尾广泛分布于中南半岛、马来群岛与南亚次大陆中部与东部，在这些地区全年均可觅其身影。该鸟在中国亦有分布，最北可达河北省，但这些个体均为夏候鸟，在繁殖季外会迁飞至东南亚越冬。此外，印度古吉拉特邦卡奇县、俄罗斯滨海边疆区南部、日本长崎县福江岛以及中国青海省祁连山国家公园等地有发冠卷尾的迷鸟记录。中华鸟会最初视此鸟为迷鸟，但由于2000年后每年澎湖群岛、野柳等地均有数只发冠卷尾过境，故目前其被视为过境鸟。

## 生态与习性

### 栖息地
发冠卷尾为林栖鸟类，在针叶林、落叶阔叶林和混合林中均可栖息。其所筑鸟巢多靠近水源且远离山脊，前者是为便饮水和清洁，后者则可避免受大风的影响。其鸟巢周围一般灌木稀疏，这可能是由于茂密的灌木不利于其觅食 。

### 食性

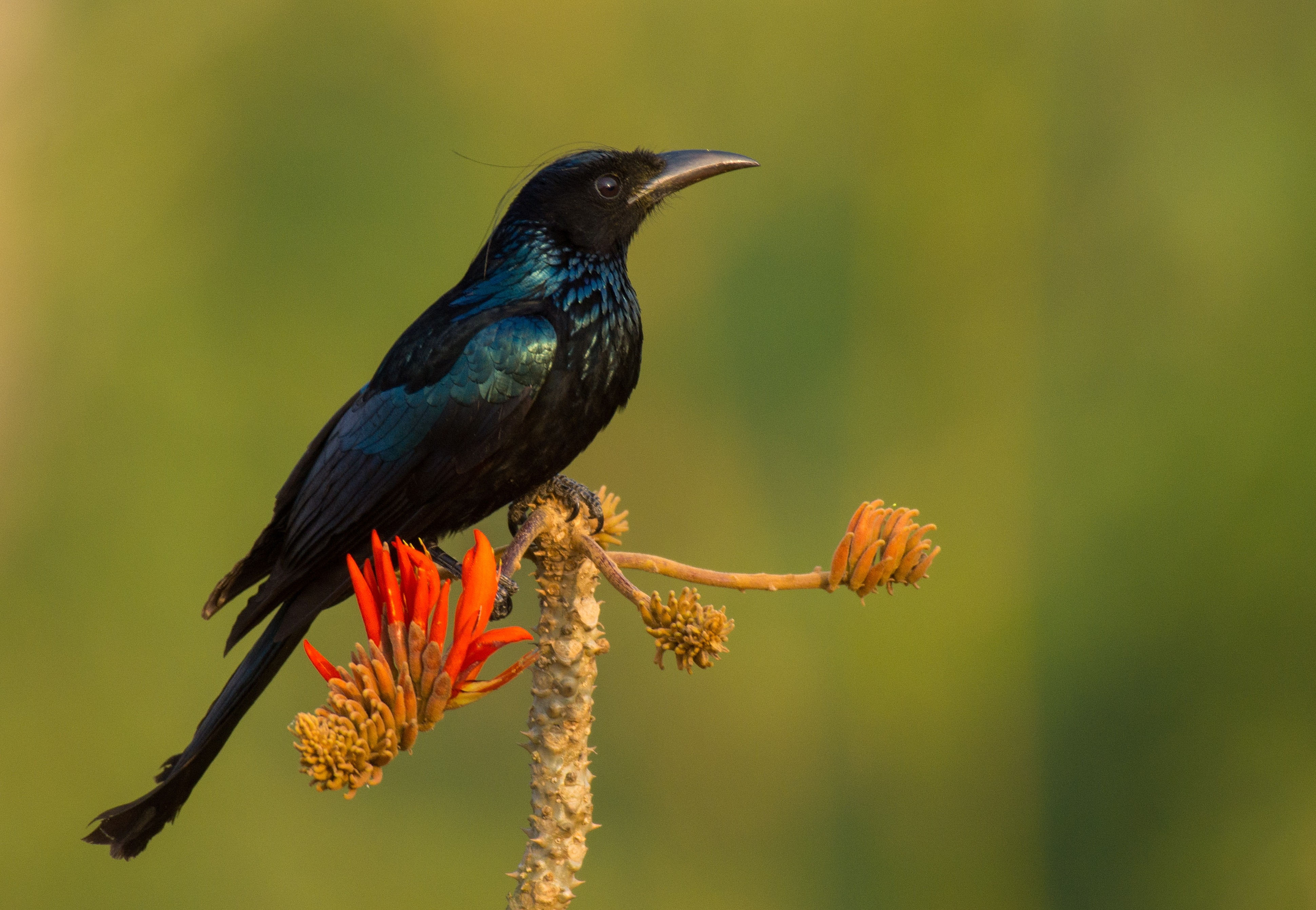
停于开花植物上的发冠卷尾，其会用其喙取食花蜜

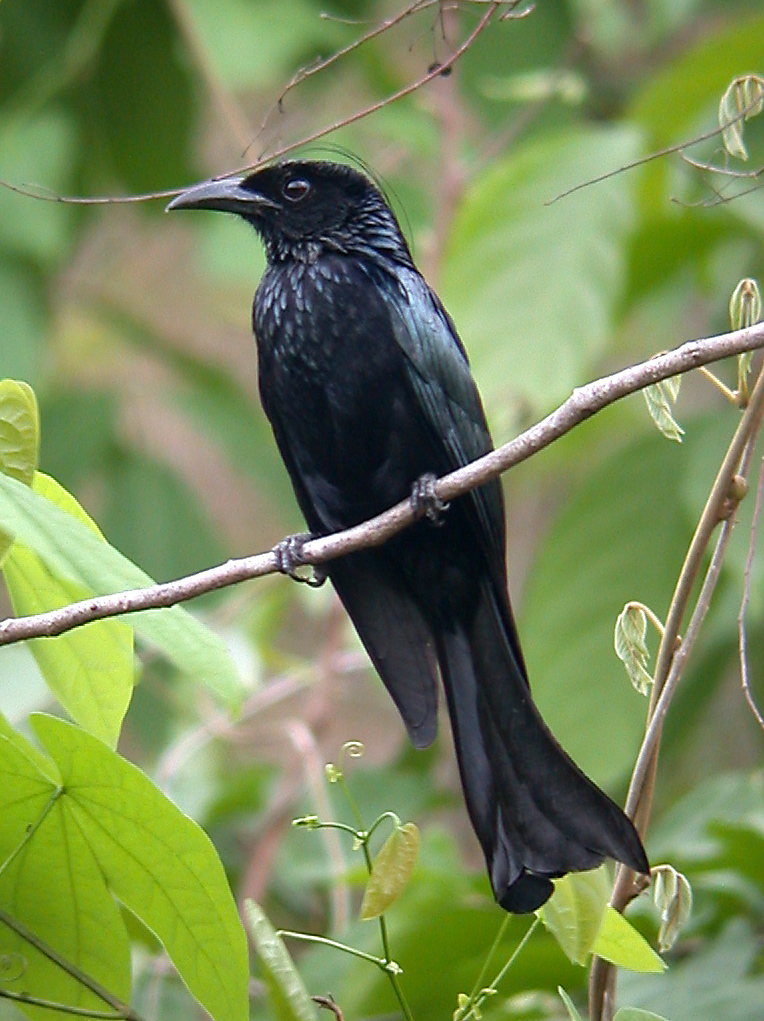
停在树枝上的发冠卷尾，摄于泰国岗卡章国家公园；该鸟会在树枝上等候猎物出现

发冠卷尾的主要猎物为膜翅目、直翅目、半翅目和鞘翅目的昆虫。其一般会在树枝上等待，发现猎物后便一跃而下，在空中将其捕获。发冠卷尾会尾随觅食的黑冠猕猴等灵长类，捕食因后者而受惊飞起的昆虫。此外，曾有人目击该鸟的明打威亚种和苏拉威西亚种成小群自树干中捕食蚂蚁。这可能是由于这些亚种分布区域内啄木鸟稀少，仅有暗黄啄木鸟一种，故发冠卷尾得以占据自树干中取食昆虫的生态位。该鸟还会用其长而弯曲的喙取食紫矿、美人树、凤凰木、木棉等植物的花蜜。

### 繁殖

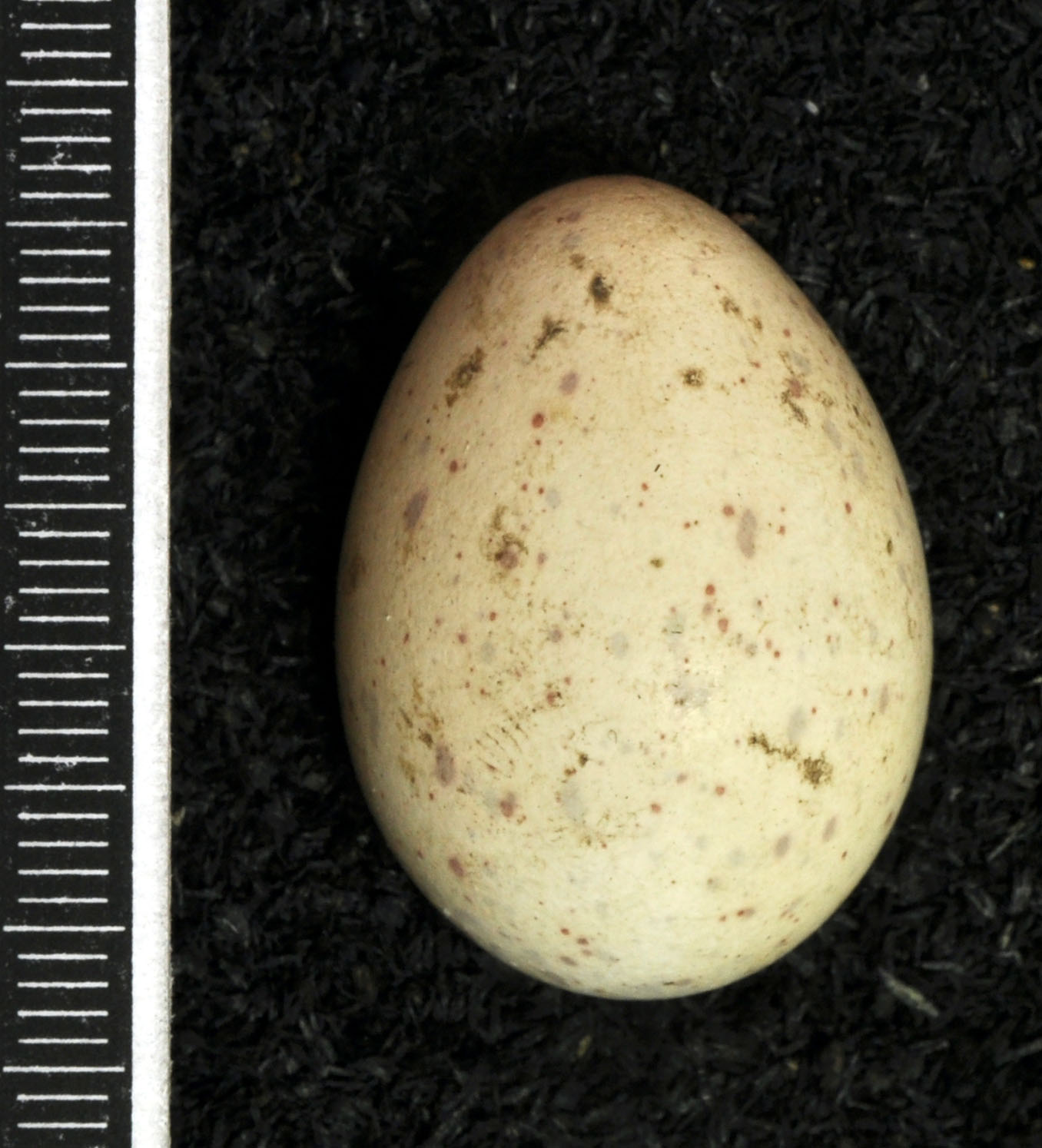
发冠卷尾的卵，藏于德国黑森州威斯巴登博物馆

发冠卷尾的繁殖季随地域波动较大：在印度次大陆该鸟在4月至6月下旬繁殖，在东南亚为4至7月，在华东为5月至6月下旬，在婆罗洲则为2—5月。如连续数晚温度低于17℃，该鸟可能会推迟繁殖。发冠卷尾在繁殖季十分嘈杂且性情凶猛，甚至会主动攻击闯入其领域的猛禽。然而，曾有人目击一对发冠卷尾遭一只灰胁啄花鸟驱逐。其巢穴多用植物构成，呈碟状，双方亲鸟均会参与筑巢。其鸟巢多位于高大的水杉、枫杨、枫香、板栗、鹅掌楸等树木高处的树杈上。发冠卷尾一窝会产下3—5枚卵，其卵呈白色，带有褐红色或紫灰色的小斑。该鸟的孵化周期约为21日。刚破壳而出的雏鸟为肉红色且尚无视力。雏鸟在12日大时长出背部羽毛，17日大时外侧的尾羽弯曲，至26—28日大时则已可飞行。如有至少一只雏鸟成功离巢，亲鸟会随后拆除鸟巢，这一过程可持续数日至数周不等。此行为的目的可能是隐藏其巢址从而避免在来年的繁殖季与其他个体竞争，亦或是避免吸引松雀鹰、灰面鵟鹰、松鸦等掠食者。另有研究指出发冠卷尾偏好的巢址稀少亦促进了其毁巢行为。

### 鸣叫
发冠卷尾在求偶时一般会先发出一声嘹亮而粗犷的“tchip”声，并随后发出一连串音调与节奏变化颇多的铃铛声，有时还会伴有鼻音或刺耳的尖啸声或吱吱声。

### 寄生虫
发冠卷尾的巢中有虱、弹尾虫、蜱、隐翅虫等体外寄生虫存在。

## 与人类的关系
由于发冠卷尾捕食的猎物多为农林业害虫，有研究认为其为益鸟。

### 种群保育
目前发冠卷尾在南亚各地均颇为常见，种群相对稳定，加之分布范围广泛，无灭绝之虞，IUCN将其评为无危。